# Domeinschool
Een domeinschool groepeert beroepssecundair onderwijs, technisch secundair onderwijs, kunstsecundair onderwijs en algemeen secundair onderwijs rond één (of meerdere) studiedomeinen:
1. Taal en cultuur
2. STEM
3. Economie en organisatie
4. Kunst en creatie
5. Maatschappij en welzijn
6. Land- en tuinbouw
7. Voeding en horeca
8. Sport.[1]

Het concept spruit voort uit de Vlaamse onderwijshervorming van september 2019 die leerlingen evenwaardiger wil behandelen. Een erkende domeinschool biedt zowel theoretische opleidingen gericht op hoger onderwijs als concrete voorbereiding op de arbeidsmarkt. Een campusschool is ook horizontaal georganiseerd, maar kiest hierbij niet (bewust) voor een of meerdere domeinen. Een verticale school daarentegen focust exclusief op hetzij doorstroom-, hetzij arbeidsmarktfinaliteit en bestendigt zo het verguisde hiërarchisch onderscheid tussen onderwijsinstellingen.